# Feicui Bandao
Feicui Bandao (chinesisch 翡翠半島 ‚Smaragdhalbinsel‘) ist eine etwa 2 km² große Halbinsel an der Ingrid-Christensen-Küste des ostantarktischen Prinzessin-Elisabeth-Lands. Sie bildet westlich des unmittelbar angrenzenden Johnston-Fjords einen nördlichen Ausläufer der Halbinsel Stornes. Nordwestlich von ihr liegt Cook Island.
Chinesische Wissenschaftler benannten sie im Jahr 1993. Der weitere Benennungshintergrund ist nicht überliefert.